# Choi Dae-shik
Choi Dae-shik (최대식?, 崔大植?; Contea di Hamyang, 10 gennaio 1965 – Contea di Hamyang, 27 marzo 2024) è stato un calciatore sudcoreano, di ruolo centrocampista.